# Arthraxon microphyllus
Arthraxon microphyllus là một loài thực vật có hoa trong họ Hòa thảo. Loài này được (Trin.) Hochst. mô tả khoa học đầu tiên năm 1856.